# Mongoloraphidia (Usbekoraphidia) josifovi
Mongoloraphidia (Usbekoraphidia) josifovi is een kameelhalsvliegensoort uit de familie van de Raphidiidae. De soort komt voor in Tadzjikistan en Oezbekistan.
Mongoloraphidia (Usbekoraphidia) josifovi werd voor het eerst wetenschappelijk beschreven door Popov in 1974.